# Тохта (Свердловская область)
Тохта — упразднённый в 2013 году посёлок в Свердловской области России, относившийся к городу областного подчинения Ивделю. На муниципальном уровне входил в состав Ивдельского городского округа.

## Географическое положение
Посёлок Тохта располагался в 67 километрах (по автодороге в 110 километрах) к северо-северу-западу от города Ивделя, в горно-таёжной местности, на левом берегу реки Вижай (правый приток Лозьвы), в устье левого притока — реки Тохты. Автомобильное сообщение затруднено.

## История
В 1930-е годы здесь располагалось спецпоселение Ивдельлага. В настоящий момент остались только разрушенные деревянные постройки.
Решением облисполкома № 777 от 11.10.1972 года поселок Тохта был передан из состава Бурмантовского сельсовета в административно-территориальное подчинение Северного поссовета.
Областным законом № 107-ОЗ от 29 октября 2013 года посёлок был упразднён. Закон вступил в силу через 10 дней после официального опубликования.

## Население
| 2002 | 2010 |
| ---- | ---- |
| 0    | →0   |